# Biblioteca Nacional de Lituania
La Biblioteca Nacional de Lituania Martynas Mažvydas (en lituano: Lietuvos nacionalinė Martyno Mažvydo biblioteka) es la biblioteca nacional de Lituania. Es la institución encargada de recopilar, organizar y preservar el patrimonio literario y cultural lituano, desarrollar la colección de documentos lituanos y extranjeros relevantes para la investigación, proveer asistencia para las necesidades educativas y culturales del país y proporcionar servicios bibliotecarios al público. Es la biblioteca pública lituana principal para la investigación y también funciona como la biblioteca parlamentaria.
La biblioteca fue fundada en la ciudad de Kaunas en 1919. En 1963, la biblioteca se mudó a la ciudad capital de Vilna. En 1988 la biblioteca se rebautizó con el nombre de Martynas Mažvydas en homenaje al autor del primer libro lituano, publicado en 1547, y en 1989 la biblioteca fue oficialmente designada como la Biblioteca Nacional de Lituania Martynas Mažvydas.

## Funciones y responsabilidades

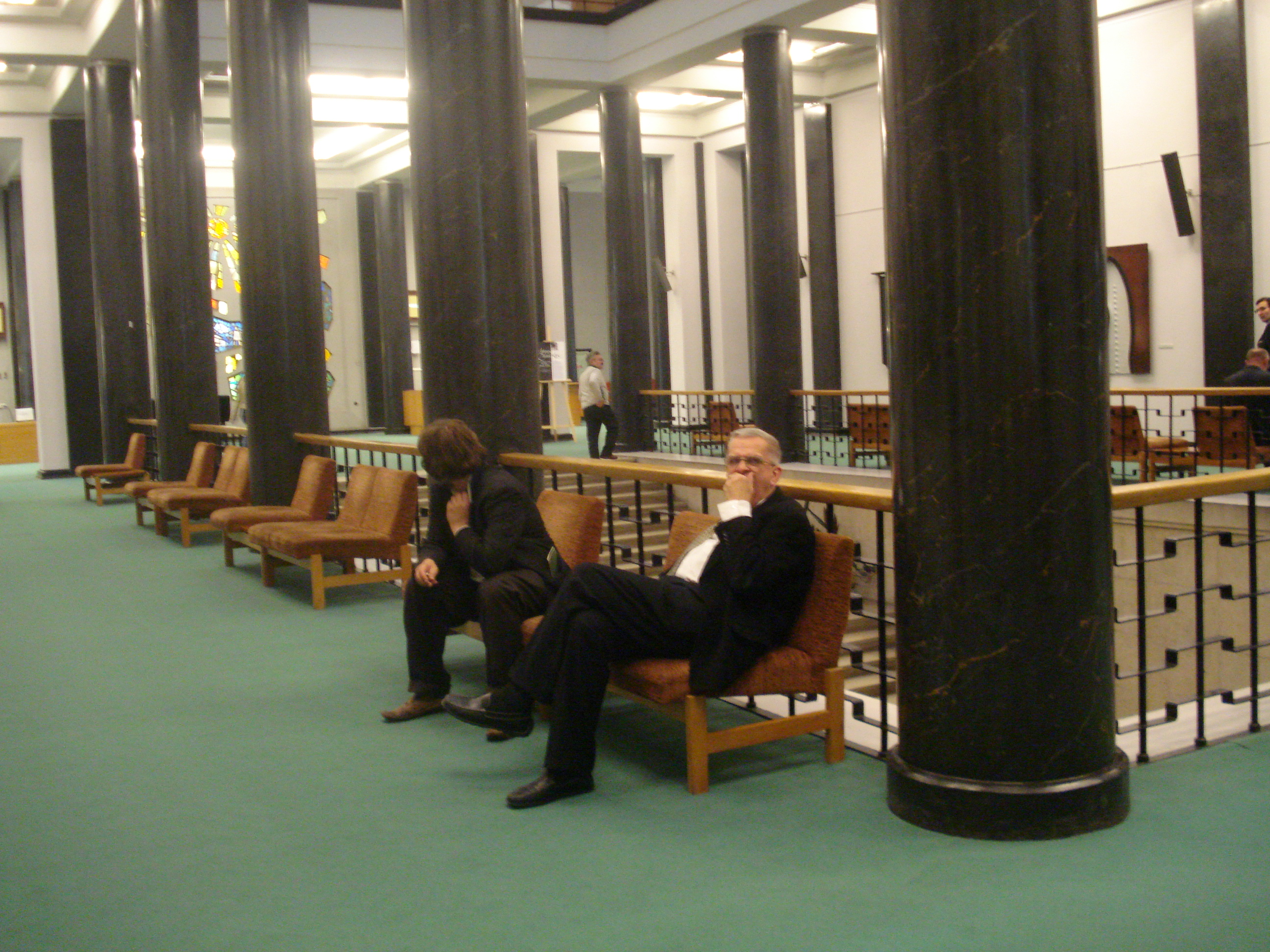
Interior de la biblioteca.

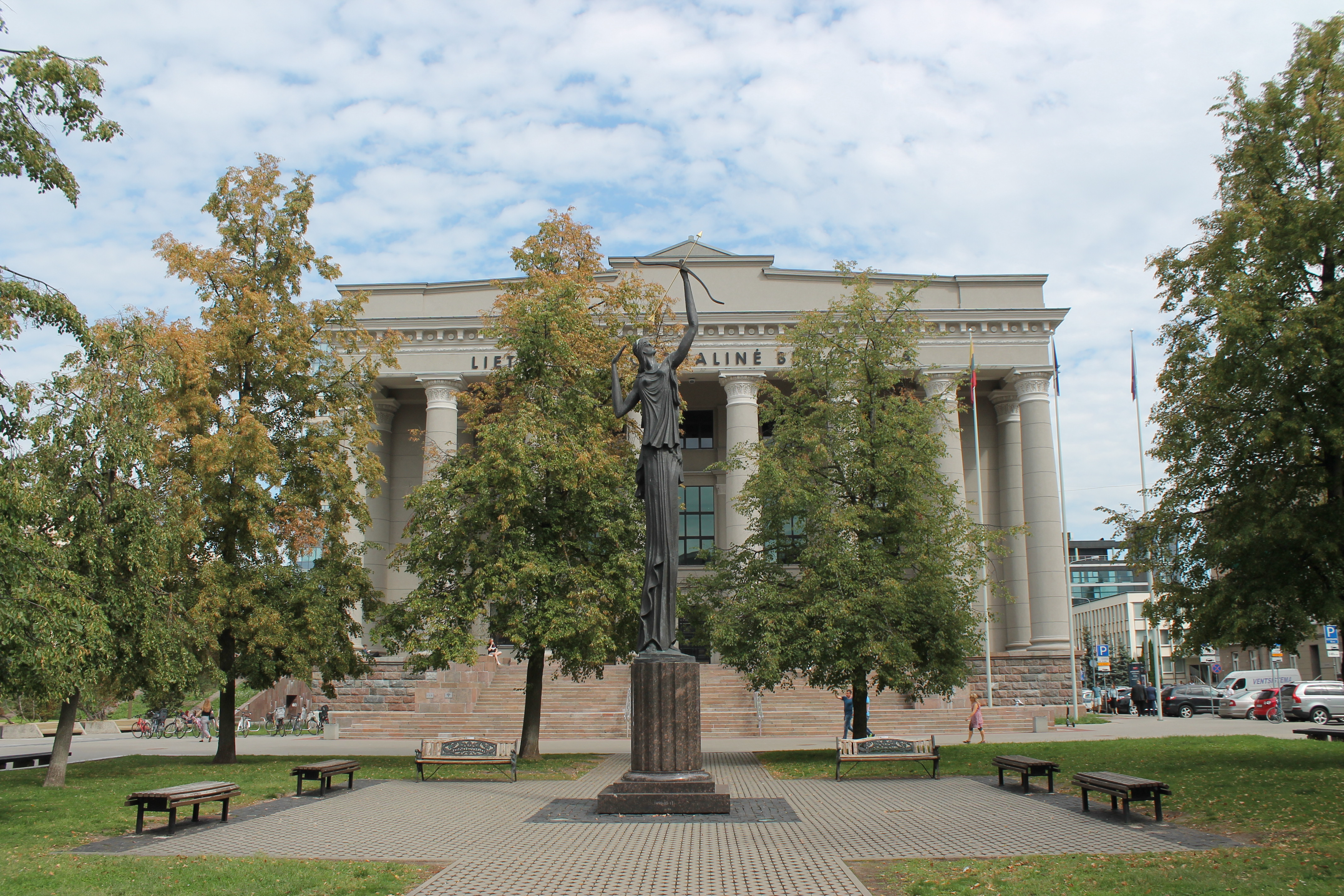
Monumento en frente de la entrada principal de la biblioteca.

- La recopilación y preservación de publicaciones lituanas publicadas en Lituania y en el extranjero, llevando a cabo el control bibliográfico de documentos, desarrollo del Fondo Archivístico Nacional de Documentos Publicados;
- Acumulación y almacenamiento de otros documentos, tanto impresos como en otras modalidades, que sean valiosos para la cultura nacional;
- Proporcionar servicios a los ciudadanos lituanos y extranjeros, instituciones y organizaciones;
- Recopilación y publicación de la bibliografía nacional, el índice bibliográfico, recopilación de catálogos de unión y bases de datos;
- Provisión de las estadísticas en documentos publicados en Lituania y asignación de números estándares internacionales a ellos (ISSN, ISBN o ISMN);
- Ejercer las funciones del Centro Nacional de Digitalización y la creación del Sistema de Patrimonio Electrónico Virtual;
- Creación y desarrollo del Sistema Informático Bibliotecario Integrado de Lituania;
- Preservación, restauración y grabación en microfilme de la colección bibliotecaria y colección valiosa;
- Investigación en la biblioteconomía, bibliografía y bibliología, la organización de conferencias científicas, la emisión de publicaciones de investigación, metodología y la revista profesional Tarp knygų (En el Mundo de Libros);
- Organización de exposiciones, tardes literarias y otros acontecimientos culturales, y la promoción de ciencia y cultura lituana en el extranjero.

## Cooperación bibliotecaria
Como biblioteca nacional, la biblioteca coopera estrechamente con otras organizaciones mundiales de bibliotecas nacionales. Desde 1992 la biblioteca ha participando en las actividades de distintas organizaciones bibliotecarias como la Federación Internacional de Asociaciones de Biblioteca e Instituciones, Conferencia de Fundación de Bibliotecarios Nacionales Europeos (CENL) Conferencia de Directores de Bibliotecas Nacionales (CDNL), Asociación Europea de Bibliotecas de Investigación (LIBER), Asociación Internacional de Bibliotecas de Música (IAML) y la Asociación Internacional de Bibliotecas de Derecho (IALL). Dentro de este contexto, la biblioteca nacional es una socia activa  en una variedad de proyectos internacionales. 
En 2007 la Biblioteca Nacional se unió a The European Library (TEL) y participa activamente en la creación de la biblioteca digital europea Europeana.

## Proyectos e iniciativas
La biblioteca nacional forma parte de distintas redes nacionales e internacionales que proporcionan una variedad de proyectos e iniciativas beneficiosos para las bibliotecas lituanas.
Entre 2008 y 2012 la Biblioteca Nacional, junto con el Ministerio de Cultura de Lituania y la Fundación de Bill y Melinda Gates, implementó el proyecto «Bibliotecas para la innovación», que mejoró el acceso a la colección de la biblioteca, en particular en zonas rurales del país y entre la población más en riesgo.